# Lars Findsen

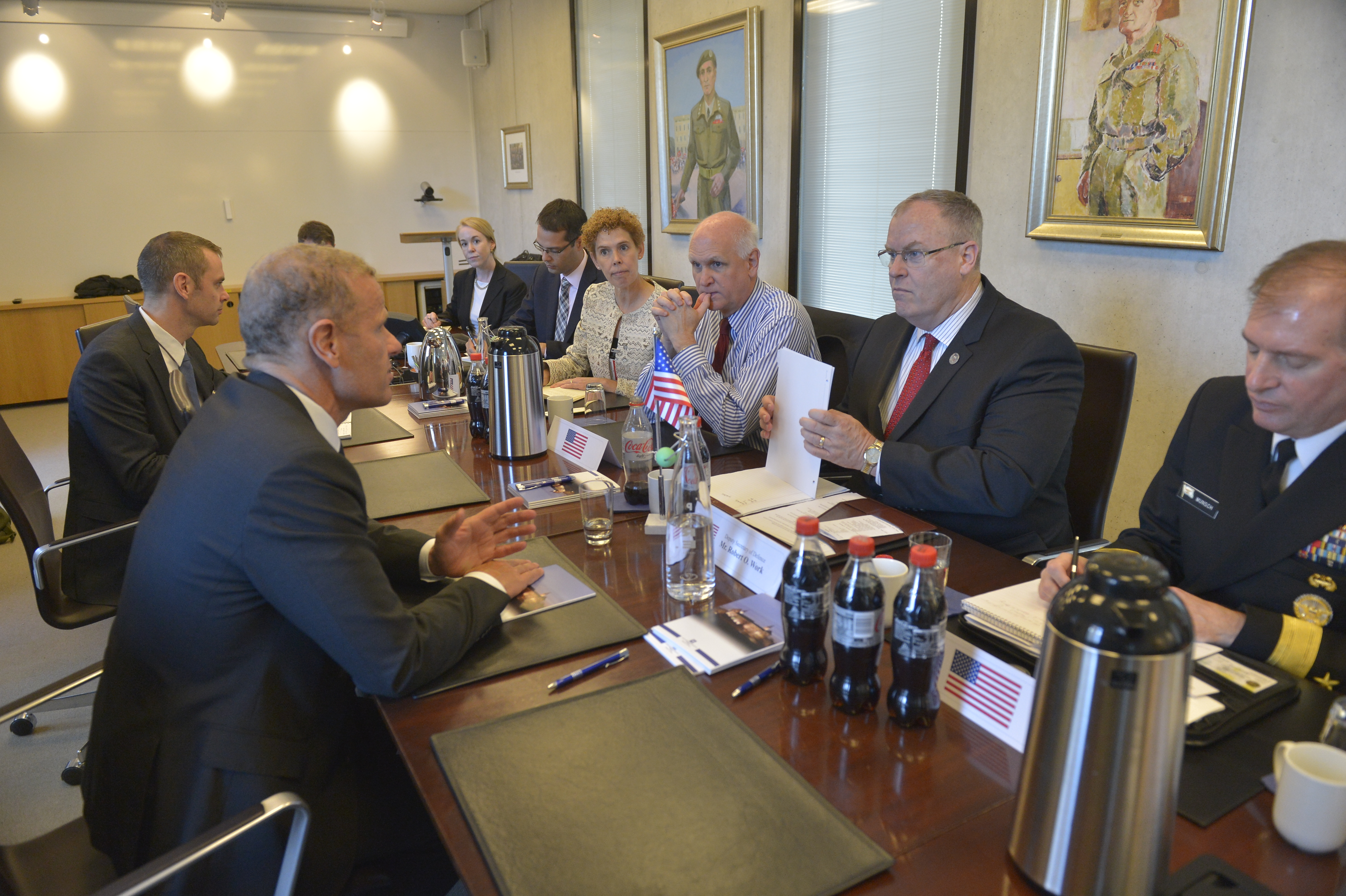
Lars Findsen (till vänster) under möte i Oslo.

Lars Johan Findsen, född 17 september 1964, är en dansk jurist och ämbetsman.
Lars Findsen utbildade sig till jurist på Köpenhamns universitet med examen 1990. Han arbetade på Justitsministeriet fram till 1993, var 1995–1998 ministersekreterare och 2001–2002 kontorschef på samma ministerium. Mellan 2002 och 2007 var han chef för Politiets Efterretningstjeneste och 2007–2015 var han departementschef i Forsvarsministeriet.
År 2015 blev Lars Findsen chef for Forsvarets Efterretningstjeneste. I augusti 2020 suspenderades han och två kollegor av försvarsminister Trine Bramsen efter ett pressmeddelande med anklagelser från det danska tillsynsorganet för landets två underrättelsetjänster, Tilsynet med Efterretningstjenesterne. Tillsynet ansåg att underrättelsetjänsten undanhållit av tillsynsmyndigheten begärd information. Han blev i december 2021 friad i denna fråga av en av försvarsministern tillsatt särskild undersökningskommission.

## Häktning för brottsmisstanke och åtal
I januari 2022 kom det fram att Lars Findsen sedan i början av december 2021 suttit häktad för brottsmisstanke om otillåtet yppande av statshemligheter från Forsvarets Efterretningstjeneste och Politiets Efterretningstjeneste. Köpenhamns Byret förlängde i januari 2022 häktningen till den 4 februari och förlängde den åter i början av februari i avvaktan på resultatet av en långsam polisutredning. Findsen satt häktad i 71 dagar.
I september 2022 väcktes åtal mot Lars Findsen för landsförräderi genom att han skulle ha läckt uppgifter till sex personer, varav två journalister. Uppgifter om  vilket slags uppgifter det rört sig om är belagt med hemligstämpel.